# Tabuchi Setsuya
Tabuchi Setsuya (japanisch 田淵 節也; geboren 25. Oktober 1923 in Tsuyama (Präfektur Okayama); gestorben 26. Juni 2008) war ein japanischer Unternehmer.

## Leben und Wirken
Tabuchi Setsuya kam 1947 zu „Nomura Securities“, nachdem er seinen Abschluss an der Juristischen Fakultät der Universität Kyōto gemacht hatte. Nachdem er hauptsächlich im Vertriebsbereich tätig gewesen war, wurde er im rasanten Tempo 1963 mit 40 Jahren Geschäftsführer und löste 1978 Kitaura Kiichirō (1911–1985) als 6. Präsident ab. Es baute die bisher glanzlose internationale Sparte dramatisch aus und machte Nomura zu einem der weltweit führenden Wertpapierunternehmen. Er wurde daher auch verehrend „Daitabuchi“ (大田淵) –„Tabuchi der Große“ genannt. 1985 übergab er die Position des Präsidenten an (den nicht verwandten) Tabuchi Yoshihisa (田淵 義久; geboren 1932) und wirkte weiter als Vorstandsvorsitzender. Im Dezember 1990 wurde er stellvertretender Vorsitzender der Wertpapierbranche des Wirtschaftsverbandes Keidanren.
Als 1991 ein Wertpier-Skandal aufgedeckt wurde, wurde Tabuchi als Zeuge ins Parlament geladen. Er übernahm die Verantwortung, trat von der Position des stellvertretenden Vorsitzenden von Keidanren zurück. 1995 wurde er erneut zum Vorsitzenden ernannt und erlangte seine Macht zurück. Aber 1997 wurde entdeckt, dass er professionelle Unruhestifter der Hauptversammlung mit Geld abgefunden hatte. Daraufhin schied er aus allen Ämtern aus.